# Asuo
Asuo är en socken i Kina.   Den ligger i den autonoma regionen Tibet, i den västra delen av landet, 2 900 km väster om huvudstaden Peking. Antalet invånare är 1 584. Befolkningen består av 785 kvinnor och 799 män. Barn under 15 år utgör 25,0 %, vuxna 15-64 år 68 %, och äldre över 65 år 5,0 %.